# Sutter County
Sutter County är ett county i den norra delen av delstaten Kalifornien i USA. Sutter County grundades år 1850. År 2010 hade Sutter totalt 94 737 invånare. Den administrativa huvudorten (county seat) är Yuba City.

## Geografi
Enligt United States Census Bureau har countyt en total area på 1 573 km². 1 557 km² av den arean är land och 16 km² är vatten.

### Angränsande countyn
- Sacramento County, Kalifornien - syd
- Yolo County, Kalifornien - syd
- Colusa County, Kalifornien - väst
- Butte County, Kalifornien - nord
- Yuba County, Kalifornien - öst
- Placer County, Kalifornien - sydost

### Orter
- East Nicolaus
- Live Oak
- Meridian
- Nicolaus
- Rio Oso
- Robbins
- Sutter
- Trowbridge
- Yuba City (huvudort)